# みんなのスッキリ
『みんなのスッキリ』(EVERYBODY'S SUKKIRI)は、2009年10月1日にソニー・コンピュータエンタテインメントから発売されたPlayStation Portable用のゲーム。クラップハンズが開発している『みんなの』シリーズのひとつ。

## 概要
操作が分かり易く、少しの空き時間で気分爽快をコンセプトに開発されたミニゲーム集。他のシリーズとは違い、今作は『みんGOL』『みんテニ』など公式サイドの略称が付いていない。2009年10月22日から2010年1月21日までの間、日本テレビ系列番組『スッキリ!!』とのコラボレーションにより、番組出演者が登場（声も出演者本人が担当）する「スッキリ!!版『スッキリ！パイ投げ』」がPlayStation Storeにて配信されていた。
ゲームシェアリング機能を使うことで、収録されているゲームの一つを体験版として本作を所持しないPSPユーザに配布することが許可されている。
本作はコインと呼ばれるアイテムが時折出現し（ステージによって獲得枚数が限られている）、コインを10枚使用することでロックされているゲームを遊ぶことが可能となる。全てのロックを解除したらコインは登場しなくなる。

## ゲーム内容
スッキリ！おそうじ
- 吸いまくってスッキリ

散らかった部屋を片っ端から綺麗にするゲーム。どんな物であろうと吸い込める掃除機が特徴。各ステージ開始前に、そのエリアの所有者の宝物（小動物、独楽、ミニカーなど）が説明され、それを誤って吸い込もうとするとライフが減る。ライフがゼロに、あるいは制限時間内に掃除が終わらなければゲームオーバー。クリアまでの時間が履歴に残る。
スッキリ！ジオラマ大作戦
- 撃ちまくってスッキリ

ジオラマの中で繰り広げられる大戦争。4種の武器を駆使しつつ、捕虜を助け敵兵器を破壊していく。規定の人数を助ければ、戦車かロボットのどちらかを支給品として選ぶことができる。最初は「二等兵」など階級に応じた称号が付くが、最終的には「乱暴者」などの名前になっていく。次の階級までダメージを受けずに昇進した場合は、体力最大値上昇、武器のスキルアップなどのボーナスが貰える。「破壊神」まで到達するとプレイヤーが兎の着ぐるみに、弾数無限、ロボットが人参ミサイルに、などの変化が起こり回復アイテムが出現しなくなる。ノーマル、ハードの二つから難易度を選べる。どちらも体力が0になればゲームオーバー。スコアとその時の称号が履歴に残る。1000000点になると称号が猫になりランクがS+になる。
スッキリ！やさい斬り
- 斬りきざんでスッキリ

1対大勢タイプのアクションゲーム。台所を戦場に、胡椒の小瓶を擬人化したようなプレイヤーを操り、野菜を擬人化した敵を次々と切っていく。初期装備は剣だが、フライパン、槍などの5種類の武器を装備でき、武器の種類によって体色が変化する。規定のコンボ数まで達するとレベルアップ、攻撃回数が増え敵の攻撃が激しくなる。また巨大なボスキャラも時々出現する。体力が0になる、もしくは場外へ落とされるとゲームオーバー。最大コンボ数とその時の武器が履歴に残る。
スッキリ！ホームラン
- かっとばしてスッキリ

バッティングセンターが舞台。ホームランパネルに当てるか場外までかっ飛ばすことができればホームランとなる。初級・中級・上級・オール・超高速の5つの難易度に分かれており、サラリーマン・OLの2タイプからプレイヤーを選択することができる。ホームランの数により、バッティングセンターがグレードアップしていく。ちなみに打ち返したボールがピッチャーに当たると、次の投球が分身魔球になる。
スッキリ！空手道
- ぶっ壊してスッキリ

四方から出現する物体を十字キー、○×△□ボタンで瞬時に破壊。3つのモードに分かれているものの、どれも基本的に素早く正確に破壊すればOK。Lボタンを押しながら始めれば女空手家を選択することも可能。
スッキリ！本並べ
- そろえてスッキリ

本棚整理。1巻から順番に並べていけば成功。『迷探偵オカン』『鉄仮面ライター』などといった人気作品のパロディの本が並ぶ。タイムアタック、エンドレスモードがあり、それぞれ並べる形式が異なる。
スッキリ！ストライカー
- 蹴りまくってスッキリ

少年が壁蹴りでストリートを破壊していくゲーム。最終的には街が半壊し、ポリスに追いかけられるような凄まじい状態となる。スコアアタック、タイムアタックの2つのモードに分かれる。
スッキリ！ボクシング
- ボッコボコでスッキリ

上下に打ち分けて相手をノックアウト。また敵の攻撃を避けてのカウンター、ラッシュなどの爽快なアクションもある。倒したキャラクターは次回から選ぶことができる。ふつう・むずかしい・げきむずの3種のモードから選択。最後に倒した敵のレベルが履歴に残る。
スッキリ！レーシング
- ぶち抜いてスッキリ

レースゲームで、規定数の車を抜いていく。衝突すればスピードダウンするが、前の車のすぐ後ろを走ると、逆にスピードが少し上昇する。つまり、前方の車の後ろを走り、ギリギリで避けるという手法を用いれば、タイムが縮小される。ただしスピードが上昇するほど避けるのが困難になるうえ、フェイントして車線を変更する車両も出現する。
規定の台数を追い抜けばクリア。100・300・1000台抜きの中から選択。100台抜き以外は、ニトロ爆弾、ジャンプ台などの特殊アイテムが登場する。タイムが履歴として残る。
スッキリ！パイ投げ
- ベチャっとスッキリ

十字キーとボタンに対応した窓にパイを投げる、というスッキリ空手道と類似した内容。「電車」、「学校」、「会社」の3箇所を舞台に選択可能。一定の成績を取ると「女性キャラクターのみを狙え」、「眼鏡キャラに当てるな」などの特殊ルールモードも追加される。
スッキリ！ひっこ抜き
- ひっこ抜いてスッキリ

0から9までの順に野菜を抜いていくゲーム。プレイヤーはシリーズに登場するキャラクター「スズキ（声 - 西村知道）」。
スッキリ！クレイジーファーマー
- けちらしてスッキリ

トラクターを乗り回して手当たり次第破壊するゲーム。障害物は漢字、アルファベット、数字の中からランダムで選ばれる。ノーマル、エキスパート2つの難易度が存在。Lボタンを押しながら始めればプレイヤーの性別を変えることができる。履歴にはスタートから最後の障害物をクリアするまでのタイムが記録されるが、クリア時には各障害物破壊ごとのタイムも表示される。